# 无主之屋
《无主之屋》（羅馬化：Suepsandan）是一部于2024年7月18日起在Netflix上线的泰国悬疑电视剧。此剧由纳里耶·古蒙空碧差、提拉蓬·辽拉翁主演，探讨了权力和阶级问题，主要讲述了“Theva Gems”钻石大亨的两位继承人之间展开遗产争夺战时，意外牵扯出Thewasathitpaisarn家族的其他丑闻。

## 剧情简介
亚洲最大钻石大亨Rungroj去世后，他的家人怀疑与他新婚不久的女仆Kaimook为了继承他的巨额遗产将他杀死。与此同时，直系继承人争夺遗产的丑闻的传言也随之传出。

## 演员阵容
- 纳里耶·古蒙空碧差（Yada）饰演 Kaimook Thewasathitpaisarn
- 提拉蓬·辽拉翁（Bie） 饰演 Rungroj Thewasathitpaisarn
- 恰约隆·西岚亚堤迪（Chai）饰演 Phuphat
- 茹沙班·布楠甘（Nus）饰演 Phatcha
- 他那瓦·西里瓦塔纳库（Gap）饰演 Mawin
- 克劳迪娅·查可拉班杜·那·阿育塔亚（Claudia）饰演 Araya
- 他莎万·社尼翁（Yo）饰演 Yuphin
- 拉卡梦·萍罗基拉缇（Pim）
- 娜露潘格慕·柴辛（Praew）
- 齐提萨克·帕通布拉纳（Jack）